# 4157 Izu
4157 Izu (1988 XD2) là một tiểu hành tinh vành đai chính được phát hiện ngày 11 tháng 12 năm 1988 bởi Yoshiaki Oshima ở Gekko.